# Manuel Barrio Ayuso
Manuel Barrio Ayuso (Casarejos, 12 de setembre de 1786 - Múrcia, 23 de juliol de 1848) va ser un jurista i polític liberal espanyol, ministre durant la minoria d'edat d'Isabel II.
Treballà com a magistrat i fou diputat per la província de Sòria a les Corts de 1836, 1837, 1839, 1840 i 1841. Va ser Ministre de Gràcia i Justícia de maig a agost de 1836 en el gabinet presidit per Francisco Javier de Istúriz fins que es va veure obligat a dimitir arran el motí de la Granja de San Ildefonso, mercè el qual es va restaurar la Constitució Espanyola de 1812. Tot i això fou escollit president del Congrés dels Diputats del 2 de gener al 31 de gener de 1838 i del 16 de febrer al 17 de juliol de 1838. Després fou senador per la província de Soria de 1844 a 1845, any en qè fou nomenat senador vitalici.